# Podwilcze (przystanek kolejowy)
Podwilcze – zlikwidowany przystanek kolei wąskotorowej (Białogardzka Kolej Dojazdowa) w Podwilczu, w województwie zachodniopomorskim, w Polsce.